# Trichaea pulchralis
Trichaea pulchralis là một loài bướm đêm trong họ Crambidae.